# あの夏に戻りたい
「あの夏に戻りたい」（あのなつにもどりたい）は、杏里33枚目のシングル。1996年7月19日発売。発売元はフォーライフ・レコード。

## タイアップ
- 「あの夏に戻りたい」…国内信販「KCカード」CMソング、テレビ朝日系1996年アトランタオリンピック番組テーマ曲、テレビ東京系『EARTH BEAT』テーマ曲[2]。
- C/W「Celebration On The Beach」…国内信販「KCカード」CMソング。

## 収録曲
作曲：ANRI 編曲：小倉泰治
1. あの夏に戻りたい
  - 作詞：森雪之丞

国内信販「KCカード」CMソング
テレビ朝日系1996年アトランタオリンピック番組テーマ曲
テレビ東京系『EARTH BEAT』テーマ曲
2. Celebration On The Beach
  - 作詞：JUNKO & AYA

国内信販「KCカード」CMソング
3. あの夏に戻りたい[オリジナル・カラオケ]

## 関連作品
- Angel Whisper